# 引ク押ス
『引ク押ス』（ひクおス、北米タイトル: Pushmo、欧州タイトル: Pullblox）は、任天堂より2011年10月5日に発売されたニンテンドー3DS用アクションパズルゲーム。引ク押スシリーズの第1作目。
本稿では、本作と同様のシステムが用いられているシリーズ第3作目『引ク押ス ワールド』についても記述する。

## 概要
各ステージ内に配置された遊具「ヒクオス」に閉じ込められた子供を助けるために、主人公の「マロ」がパズルを解き進める。ヒクオスは複数の図形が組み合わさった形状で、ステージ奥に平面のパネルのように立てられている。それぞれの図形を手前に引き出すことで立体的な足場となり、これを利用して子供がいるゴール地点に達することを目指す。

## システム
- ブロックは最大3段階まで引き出すことができる。
- 1段階以上引き出したブロックは側面を持って引き出し、押し込みを行うことができる。
- ブロックに乗った状態で直上のブロックを手前から引き出す場合、足元のブロックよりも1段階少ない状態までしか引き出せない。ただし、足元のブロックが2段階以上の時は側面から3段階まで引き出すことが可能。
- マロは、体1つ分の高さのブロックに飛び乗ったり、体1つ分の隙間を飛び越えたりすることができる。低い場所へ向けて跳ぶ場合は体2つ分以上離れた場所に届く。
- ステージ外にある「リセットスイッチ」を踏むとブロックの状態が初期化される。
- ニンテンドー3DS本体のLボタンを押し続けることで、マロの行動を一定の時間まで戻すことができる。

## しかけ
ヒキダシスイッチ
踏むと、スイッチと同色のブロックが全て3段階まで引き出される。
マンホール
中に入ると、別の場所にある同色のマンホールにワープする。ブロックで塞がれている時は使用できない。

## ヒクオス工房
オリジナルのヒクオスを作成できるモード。初期段階で16×16マス、最大32×32マスの範囲でブロックやしかけの配置を行う。90問まで保存可能。
2011年11月16日に配信された更新データにより、作成したヒクオスをQRコード化しJPEG形式の画像ファイルとして保存できるようになった。このQRコードをゲームソフト内で読み込むことで、他のニンテンドー3DS本体でも同じヒクオスを遊ぶことができる。

## 引ク押ス ワールド
『引ク押ス ワールド』（ひクおス ワールド、北米タイトル: Pushmo World、欧州タイトル: Pullblox World）は、任天堂より2014年6月19日に発売されたWii U用アクションパズルゲーム。引ク押スシリーズの第3作目。
基本的なシステムは第1作目の『引ク押ス』と同じだが問題は全て新作で、以下のように新たなしかけやモードが追加されている。
新たなしかけ
オシコミスイッチ
踏むと、スイッチと同色のブロックが全て初期状態まで押し込まれる。
レンドウブロック
1つのブロックを押し引きした際に同色の全てのブロックが連動して同じ状態になる。
ハンテンブロック
2種類のブロックが対になっており、一方を押し引きした際にもう一方が連動して逆の動きをする。
モドリブロック
引き出した後に一定時間が経過すると自動で押し込まれる。
世界のヒクオス会場
発売当時任天堂が運営していたSNS「Miiverse」の機能を用いて、自作のヒクオスを投稿したり他のユーザーのヒクオスを読み込んでプレイしたりすることができたモード。Miiverseの終了に伴い、このモードも利用不可となった。